# Mont Douglas
El Mont Douglas (en anglès Mount Douglas) és un estratovolcà que es troba a la península d'Alaska, a l'estat d'Alaska, als Estats Units i que forma part de la Serralada Aleutiana. Es troba dins el Parc i Reserva Nacionals de Katmai, al Borough de Península de Kenai. El volcà va rebre el nom oficialment el 1906 a partir del proper cap Douglas i d'un informe de 1904 fet pel geòleg de l'USGS G. C. Martin.

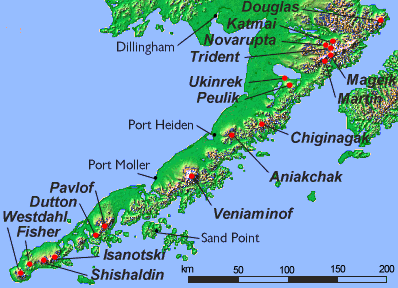
Mapa mostrant els volcans d'Alaska.

El volcà té un llac de cràter de 160 metres d'amplada calent i àcid. El 1992 el llac tenia una temperatura de 21 °C i un pH de 1.1. El vessant nord del volcà no està glaçat i s'hi troben fluxos de lava poc erosionats. L'última erupció es considera que va tenir lloc durant l'Holocè.